# جيري سيخوسانا
جيري سيخوسانا (بالإنجليزية: Jerry Sikhosana)‏ (مواليد 8 يونيو 1969) هو لاعب كرة قدم. يلعب مع منتخب جنوب أفريقيا لكرة القدم. سبق له أن لعب في كأس العالم لكرة القدم مع منتخب بلاده.

## روابط خارجية
- جيري سيخوسانا على موقع الاتحاد الدولي (مؤرشف)  (الإنجليزية)
- جيري سيخوسانا على موقع قاعدة بيانات كرة القدم.إي يو (الإنجليزية)
- جيري سيخوسانا على موقع ناشيونال فوتبول تيمز (الإنجليزية)